# Пача (ястие)
Пача е ястие получено след продължително варене на животински продукти с голямо съдържание на колаген. Консумира в два варианта: студена (желирана) или топла (супа).
В желираната пача никога не се добавят желатин или агар-агар. Желирането традиционно се получава чрез продължително къкрене, до 6 и повече часа.

## Особености

### България
В България пачата се вари най-често от свинска глава, крака, уши и опашка. Варенето продължава дълго. След като се свари, пачата се налива във порционни форми (паници, чинии и др.), добавя се чесън  и се оставя да истине. След няколко часа пачата се желира.
По-рано пачата е била задължително ястие на Коледа и Васильовден. Това е свързано с масовите кланета на прасетата около Коледа.
| „                                       | Вечерта ми донесоха от сестрини ми от ястиетата, които имат обичай да правят този вечер нашите българи, сиреч от пачата и млина. | “ |
| Тодор Бурмов, 31 декември 1858, Габрово | |   |

Днес пача сервират и топла, като топлата пача прилича по външен вид и по начин на застройка на шкембе чорбата. Добавя се чесън и лют пипер на люспи.

### Русия, Украйна
„Студен“ се нарича пачата в Русия (на руски: студень), а в Украйна и Южна Русия –„Холодец“ (на украински: холодець). Студен се вари от телешки крака и опашки, а холодец от свински. Пачата се разлива в купички или чинии, където на дъното има дребно нарязано варено месо, главно телешко или птиче и чесън.
Пачата винаги се подава студена (желирана) с хрян или горчица.

### Армения. Кавказ
В Армения ястието „Хаш“ (на арменски: Խաշ) е подобно на топлата пача и се вари от говежди крака и говеждо шкембе. Подава се топъл с чесън. Хаша е влязал във всички кухни от Кавказкия регион.